# Evelyne Dirren
 (janvier 2021).
Pour les articles homonymes, voir Dirren.
Evelyne Dirren (Schönried, 29 juillet 1956) est une skieuse alpine suisse. 